# Rosliakovo (oblast de Mourmansk)
Rosliakovo (en russe : Росляково) est une commune urbaine appartenant à la juridiction administrative du territoire administratif fermé de Severomorsk, dans l'oblast de Mourmansk, en Russie. Sa population s'élevait à 8 928 habitants en 2014.

## Géographie
Rosliakovo est située sur la péninsule de Kola, dans la baie de Kola, à 6 km à l'ouest de Severomorsk.

## Histoire
Rosliakovo est fondée vers 1896.
La colonie de Rosliakovo est l'une des vingt-deux colonies incluses dans le volost d'Alexandrovsk de l'ouïezd éponyme du gouvernement d'Arkhangelsk lors de sa création le 1er juillet 1920.

## Population
Recensements (*) ou estimations de la population
| 1959  | 1970  | 1979  | 1989   | 2002  | 2013  | 2014  |
| ----- | ----- | ----- | ------ | ----- | ----- | ----- |
| 4 118 | 5 502 | 7 633 | 11 981 | 9 458 | 8 858 | 8 928 |

### Sources et bibliographie
- (ru) Архивный отдел Администрации Мурманской области. Государственный Архив Мурманской области., Административно-территориальное деление Мурманской области (1920-1993 гг.). Справочник, Mourmansk, Мурманское издательско-полиграфическое предприятие "Север",‎ 1995